# Emiliano Sala
Emiliano Raúl Sala Taffarel (31. oktober 1990 - 21. januar 2019) var en argentinsk professionel fodboldspiller, der spillede som angriber.
Efter at have spillet ungdomsfodbold i Argentina og efter et kort ophold i Portugals regionale ligaer, begyndte Sala sin professionelle karriere i Frankrig med Bordeaux , hvor han fik sin professionelle debut i februar 2012. Efter at have kæmpet for at bryde igennem på førsteholdet, blev han udlejet til Championnat National-holdet Orléans og Ligue 2-holdet Niort i to på hinanden følgende sæsoner. Han fik stor succes hos begge klubber og scorede 39 mål samlet, før han vendte tilbage til Bordeaux. Efter først at blive lovet en større rolle efter hans succesfulde lejemål, faldt Sala ud af favør igen, og sluttede sig i stedet til Ligue 1-holdet Caen på endnu et lejemål.
I 2015 underskrev han en permanent kontrakt med Nantes . Med Nantes fik han mere end 100 optrædener i Ligue 1, og opnåede en succesfuld målscoringsrekord, da han sluttede som klubbens topscore i tre på hinanden følgende sæsoner. Hans form bidrog til en transfer til Cardiff City i januar 2019, for et rekordbeløb for Cardiff på £15 millioner (€18 million).
Sala blev dræbt i et flyulykke fra Alderney den 21. januar 2019. Han fløj fra Nantes til Cardiff ombord på et Piper Malibu-fly. En indledende tre-dages søgning dækkede 4.400 kvadratkilometer over den engelske kanal. To efterfølgende private søgninger blev igangsat, hvor vraget af flyet blev fundet den 3 . februar, og Salas lig blev fundet fire dage senere.

## Forsvinden og død
Efter at have afsluttet sin lægeundersøgelse i Cardiff, vendte Sala tilbage til Nantes om morgenen den 19. januar på et fly arrangeret af fodboldagent Mark McKay. Hans hensigt var at vende tilbage til Cardiff den 21. januar for at deltage i sin første træningssession med sin nye klub den følgende morgen. Sala var blevet inviteret til at deltage i Cardiffs kamp mod Newcastle United af manager Neil Warnock, men han vendte tilbage til Frankrig for at sige farvel til sine holdkammerater i Nantes og indsamle personlige ejendele.
Den 22. januar blev Sala bekræftet at have været ombord på et savnet fly, der fløj fra Nantes til Cardiff.  Flyet, samme Piper Malibu og pilot, der bragte Sala til Nantes to dage tidligere, var forsvundet fra Alderney den foregående dag. Den 23. januar, rapporterede Channel Islands Air Search, at der var "ingen håb" for at finde nogen overlevende i vandet. 

En lydbesked, der angiveligt blev sendt fra flyet af Sala til sine venner via WhatsApp, blev udgivet af den argentinske mediaudtag Olé. Lydmeddelelsen oversættes som følger: 
Hej mine brødre, hvordan har I det? Gud hvor er jeg træt. Jeg var her i Nantes for at tage mig at ting, ting, ting, ting, ting, ting, og det stopper aldrig, stopper aldrig. Nå men gutter, jeg er ombord på det her fly, og det føles som om det er ved at falde fra hinanden, og jeg er på vej til Cardiff. [Det er] sindssygt, vi starter i morgen. Træning om eftermiddagen, gutter, på mit nye hold... lad os se hvad der sker. Så hvordan går det med jer gutter, er alt godt? Hvis I om halvanden time ikke har hørt nyt fra mig, ved jeg ikke om de vil sende nogle ud for at lede efter mig, for de kan ikke finde mig, men I vil vide det... Gud hvor er jeg bange!

Guernsey Police søgte oprindeligt i tre dage over 4.400 kvadratkilometer over den engelske kanal. Kl. 15:15 GMT den 24. januar 2019, efter en "meget grundig og omfattende søgning", herunder otte times kombineret søgning foretaget af tre fly, fem helikoptere og to redningsbåde, meddelte politiet, at de havde opgivet søgningen efter flyet eller nogen overlevende.   Beslutningen førte til opkald over hele verden, for at søgningen kunne fortsætte, herunder mange andre fodboldspillere, blandt dem andre argentinske spillere Lionel Messi, Gonzalo Higuaín, Sergio Agüero og tidligere spiller Diego Maradona.  Argentinas præsident Mauricio Macri udtalte, at han havde til hensigt at anmode de britiske og franske regeringer om at genoptage søgningen. En online-anmodning tiltrak også over 65.000 underskrifter, og Salas familie meddelte senere deres beslutning om at finansiere en privat søgning.  Over 280.000 kr. blev indsamlet til denne søgning på GoFundMe startet af Sports Cover,  et sportsbureau, der repræsenterede Sala. Midlerne gjorde det muligt for den private søgning at starte den 26. januar, med to både, ledet af marineforsker David Mearns.
Den 28. januar blev der annonceret planer for en undersøisk søgning der skulle starte "inden for en uge", afhængig af vejrforholdene, ved hjælp af et ubemandet fjernbetjent undervandsfartøj (ROV) for at gennemsøge et havbundsområde nord for Hurd's Deep. Den 29. januar inkluderede Cardiff City Sala på holdet for deres kamp mod Arsenal, med en påskelilje ved siden af hans navn i stedet for et holdnummer.  Den 30. januar rapporterede Air Accidents Investigation Branch (AAIB), at de havde fundet to sædepuder vasket op på en fransk strand, som man mente stammede fra de manglende fly. 
Den 3. februar begyndte en anden undersøisk søgning efter flyet med AAIB's Geo Ocean III fartøj og et privatfinansieret fartøj, der gennemførte sonarundersøgelser af havbunden . Den planlagte søgning, der varede tre dage, ville dække et areal på 14 kvadratkilometer, omkring 24 sømil (44 km) nord for Guernsey.   Omkring klokken 21:11 GMT, seks timer efter den nye søgning begyndte, blev vraget fra flyet fundet   i en dybde på 63 meter.  Den 4. februar fortalte efterforskerne, at der var en krop synlig indeni vraget.  
Den 7. februar blev kroppen bjærget fra vraget og taget til Isle of Portland for at blive overført til Dorsets retsmediciner. Senere samme dag identificerede Dorset Police kroppen som Salas.

## Karrierestatistik
| Klub           | Sæson          | Liga                 | Liga  | Liga | Pokal | Pokal | International | International | Total | Total |
| Klub           | Sæson          | Division             | Kampe | Mål  | Kampe | Mål   | Kampe         | Mål           | Kampe | Mål   |
| -------------- | -------------- | -------------------- | ----- | ---- | ----- | ----- | ------------- | ------------- | ----- | ----- |
| Crato          | 2009-10        |                      | 1     | 2    | 0     | 0     | 0             | 0             | 1     | 2     |
| Orléans        | 2012-13        | Championnat National | 37    | 19   | 0     | 0     | 0             | 0             | 37    | 19    |
| Niort          | 2013-14        | Ligue 2              | 37    | 18   | 3     | 2     | 0             | 0             | 40    | 20    |
| Bordeaux       | 2014-15        | Ligue 1              | 11    | 1    | 1     | 0     | 0             | 0             | 12    | 1     |
| Caen           | 2014-15        | Ligue 1              | 13    | 5    | 0     | 0     | 0             | 0             | 13    | 5     |
| Nantes         | 2015-16        | Ligue 1              | 31    | 6    | 4     | 0     | 0             | 0             | 35    | 6     |
| Nantes         | 2016-17        | Ligue 1              | 34    | 12   | 5     | 3     | 0             | 0             | 39    | 15    |
| Nantes         | 2017-18        | Ligue 1              | 36    | 12   | 2     | 2     | 0             | 0             | 38    | 14    |
| Nantes         | 2018-19        | Ligue 1              | 19    | 12   | 2     | 1     | 0             | 0             | 21    | 13    |
| Nantes         | Total          | Total                | 120   | 42   | 13    | 6     | 0             | 0             | 133   | 48    |
| Cardiff City   | 2018-19        | Premier League       | 0     | 0    | 0     | 0     | 0             | 0             | 0     | 0     |
| Karriere i alt | Karriere i alt | Karriere i alt       | 219   | 87   | 17    | 8     | 0             | 0             | 236   | 95    |